# Rockwell International
Společnost Rockwell International byla ve druhé polovině 20. století významným americkým výrobním konglomerátem. Zabývala se výrobou letadel, vesmírným průmyslem, obranným průmyslem i komerční elektronikou, automobilovými a nákladními díly, tiskařskými stroji, elektrickými nástroji, ventily a měřicími přístroji v průmyslové automatizaci.
Rockwell se nakonec stal skupinou firem založených plukovníkem Willardem Rockwellem. Na vrcholu v 90. letech 20. století byla Rockwell International č. 27 na seznamu Fortune 500 s aktivy přesahujícími 8 miliard dolarů, tržbou 27 miliard dolarů a se 115 000 zaměstnanci.
Nejznámější produkty Rockwell International:
- Raketoplán Rockwell Space Shuttle – Enterprise, Columbia, Challenger, Discovery, Atlantis, Endeavour.

- Bombardér Rockwell B1B Lancer

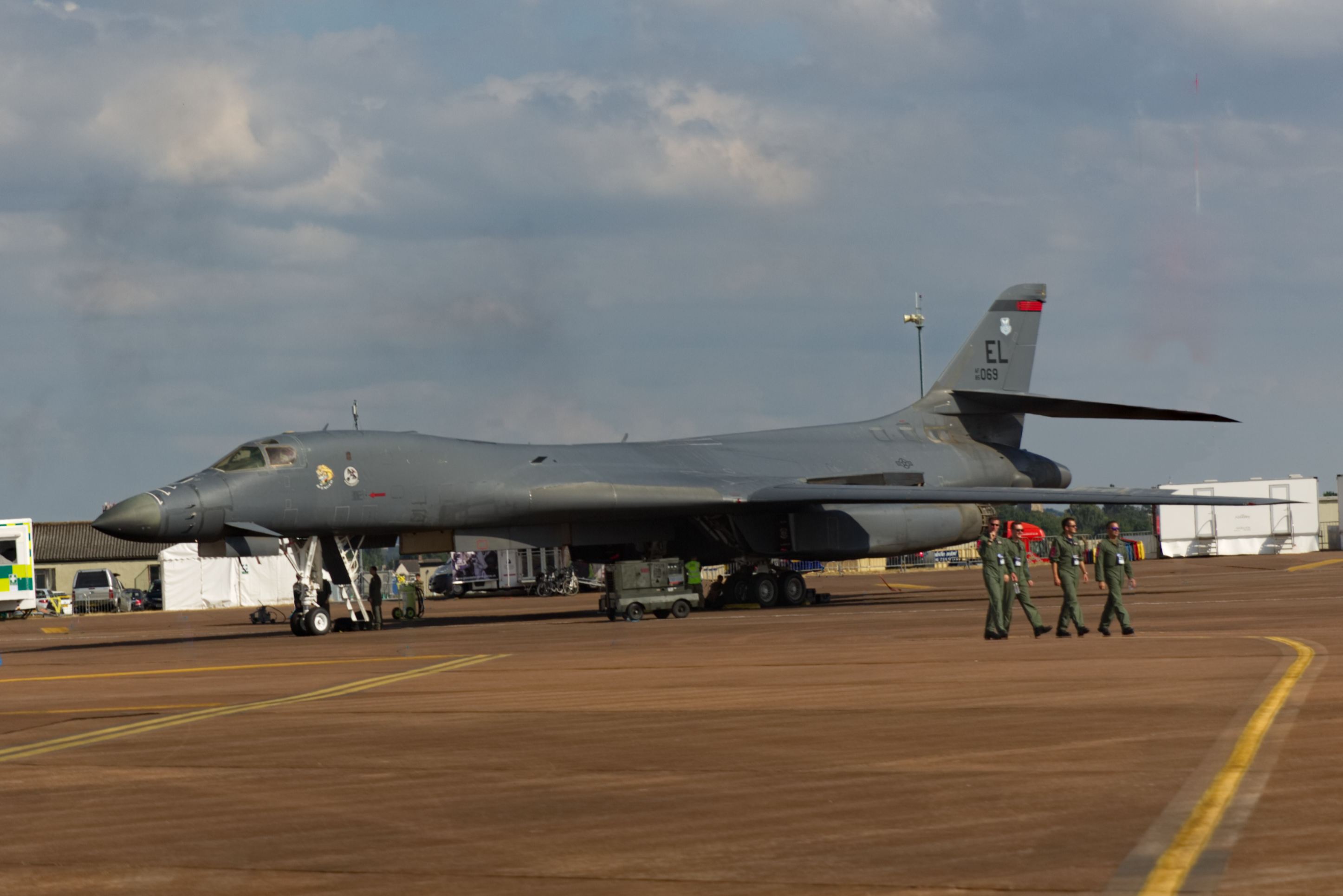
Rockwell B1B Lancer

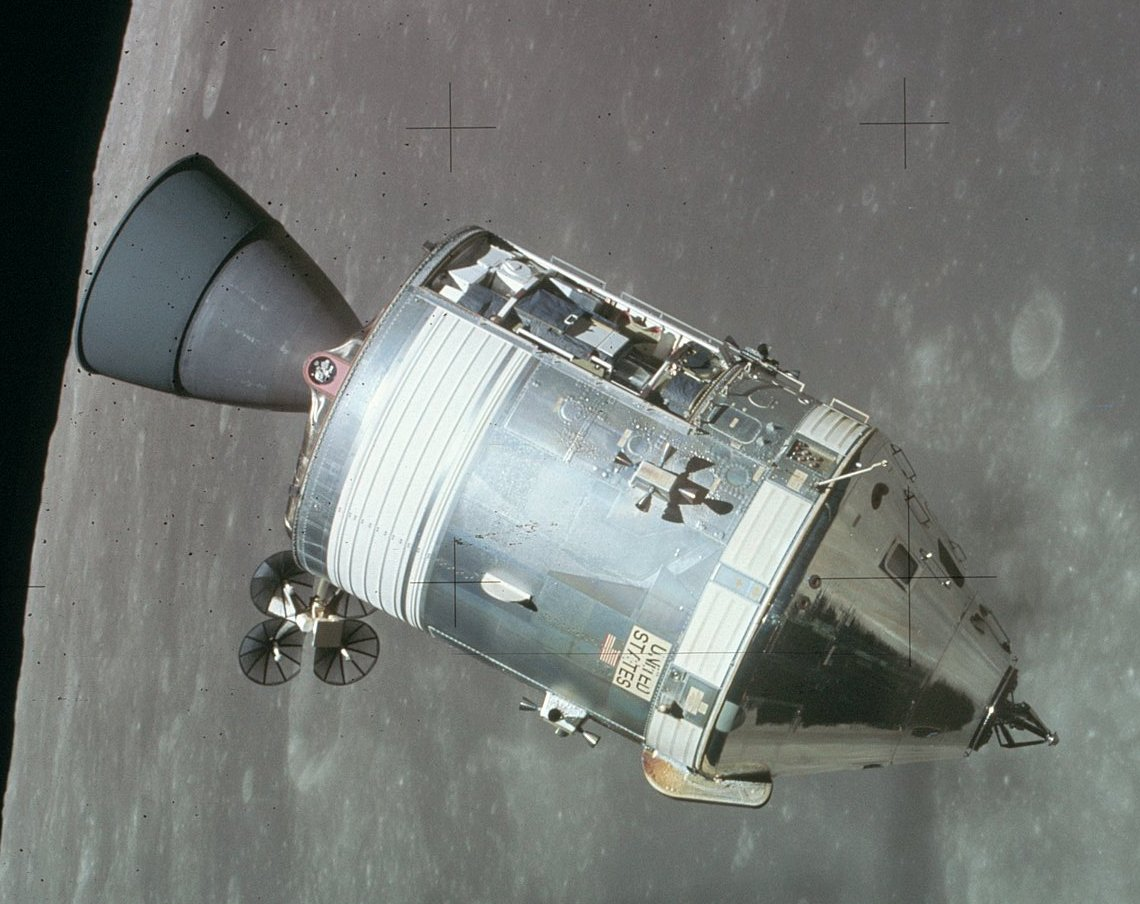
Apollo CSM command and service modul

- Velitelský a servisní modul lodi Apollo (Apollo command and service module)

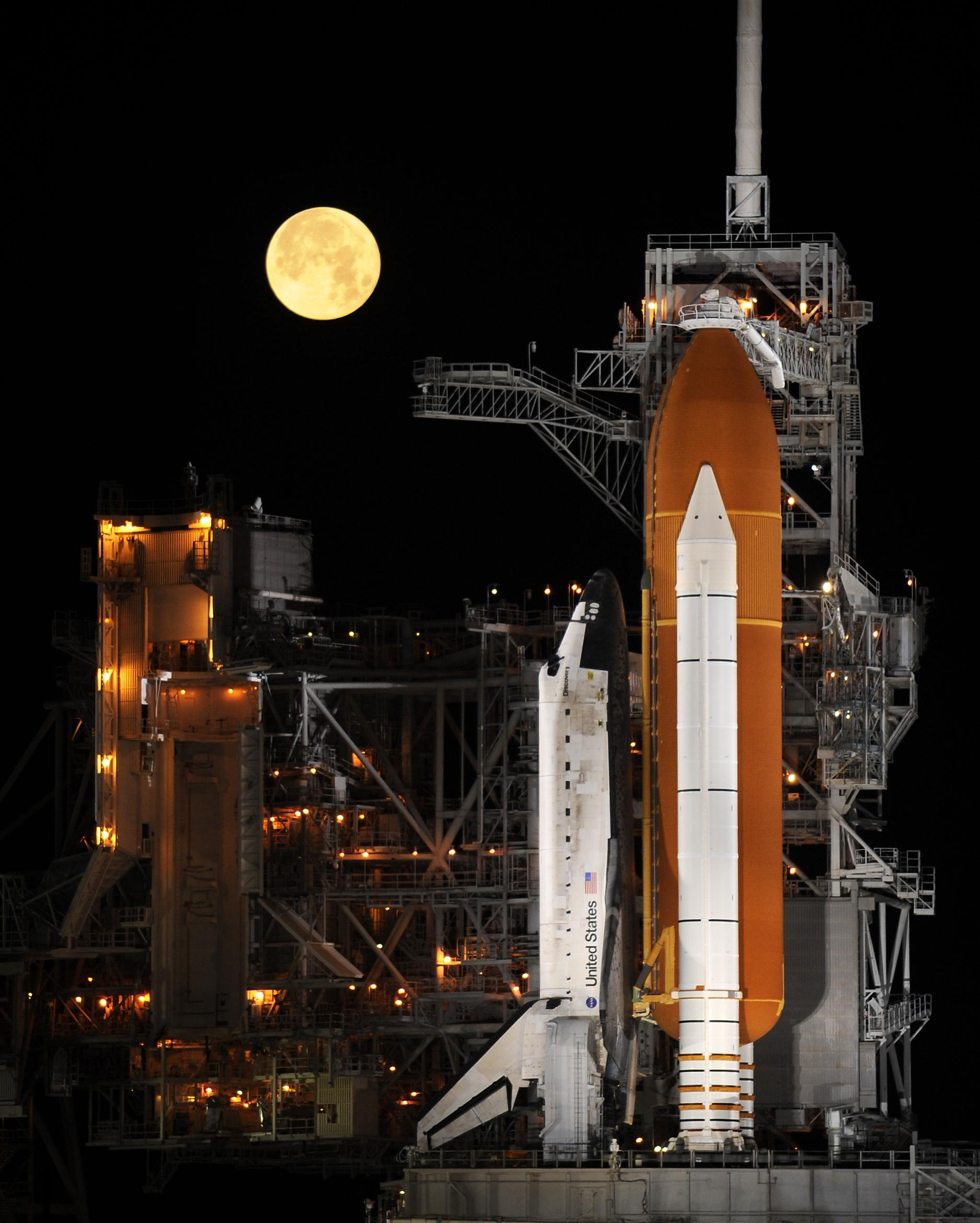
Rockwell Space Shuttle Discovery OV-103